# Perithous townesorum
Perithous townesorum är en stekelart som först beskrevs av Gupta 1982.  Perithous townesorum ingår i släktet Perithous och familjen brokparasitsteklar. Inga underarter finns listade i Catalogue of Life.